# Ширетоко-Мару
Ширетоко-Мару (Shiretoko Maru) — транспортне судно, яке під час Другої світової війни брало участь у операціях японських збройних сил на Тихому океані.
Судно спорудили як SS Siberoet в 1927 році на нідерландській верфі Gusto V/h Firma — A. F. Smulders N. V. в Східамі для компанії Koninklijke Paketvaart Mij.
На початку березня 1942-го судно було потоплене в районі Батавії (наразі Джакарта) вогнем японських кораблів. В подальшому рятувальна служба Імперського флоту Японії підняла судно, що дістало під японським контролем назву «Ширетоко-Мару».
30 серпня 1944-го «Ширетоко-Мару» під охороною тральщика W-12 вийшло з Батавії до Падангу (порт на південному узбережжі Суматри). 5 вересня судно перебувало біля східного завершення Суматри, де його виявив і потопив британський підводний човен HMS Tantivy. Відомо, що тральщик W-12 зміг врятувати 8 членів екіпажу.